# 血汗攻闖
血汗攻闖，香港獨立樂隊，2014年成立，並解散於2018年。

## 樂團簡介
根據樂隊社交網站，血汗攻闖此樂隊原名為「血汗工廠」，成立於2014年年初，由社運人士所組成，其中成員三度更迭，後於2014年10月26日香港社運電影節固定了四人陣容，及更改名字為「血汗攻闖」，演奏類別被歸納為饒舌金屬及新金屬，樂隊歌曲題材主要集中在評論社會現象及政治理念倡議為主。
2015年，該樂隊參與嶺南大學學生舉辦的音樂會，因其中一首曲目《Fuck The Police》內容牽涉辱罵警察和大量不雅用語，引起風波，上載相關片段的媒體網站亦有大量兩極性的評語充斥，而因樂隊中有成員為註冊社會工作者，亦引來大量反對聲音認為樂隊及個別成員「教壞細路」、指控樂隊成員為「廢偽社工」。樂隊事後於各網上媒體平台發表聲明，僅向受影響的主辦方及學生致歉，明言不會就歌曲帶辱罵成份向警務人員道歉及表示「企硬」。後來風波不了了之。
2016年，樂隊發佈正式版的《Fuck The Police》，由香港音樂人周博賢混音。歌曲正式發佈後卻與上次大為不同：沒有太多反對和抨擊聲音在歌曲頁面。同年，亞洲音樂雜誌《Unite Asia》將樂隊音樂類型定義為饒舌金屬。
2018年，樂隊於完成三場live house現場演出後，發佈單曲及MV《秤夠未》，宣佈解散。
2019年，短暫復出並發佈單曲《Fight the Power(人民公敵)》。

## 外部連結
- Official Facebook （页面存档备份，存于）
- Official Youtube Channel